# Samtgemeinde Bodenwerder-Polle
De Samtgemeinde Bodenwerder-Polle is een samenwerkingsverband (Samtgemeinde) van elf kleinere gemeenten in het Landkreis Holzminden in de Duitse deelstaat Nedersaksen. Gezamenlijk hebben de gemeenten ongeveer 15.000 inwoners.

## Deelnemende gemeenten
4 km OZO betekent: 4 kilometer ten oost-zuidoosten van het centrum van de stad Bodenwerder. De met een + gemerkte plaatsen liggen aan de linker (west-)oever van de Wezer, de andere op de oost- of rechteroever. De met een B gemerkte plaatsen liggen aan de doorgaande route Bundesstraße 83.
- Bodenwerder, aan weerszijden van de Wezer B, zetel van het bestuur der Samtgemeinde; 5.588 inwoners.
- Halle, 4 km O, aan de B 240
- Hehlen, 3 km W, aan de Wezer +B
- Heyen, 4 km N
- Kirchbrak, 5 km ZO
- Pegestorf, 7 km Z, aan de Wezer +B
- Brevörde, 12 km WZEW, aan de Wezer +B
- Heinsen, 18 km ZZW, aan de Wezer +B
- Ottenstein, 10 km WZW, in het heuvelland +
- Polle, 15 km ZW, aan de Wezer +B
- Vahlbruch, afgelegen in de heuvels, 8 km ten NW van Polle of 7 km ten ZW van Ottenstein +

## Ligging, infrastructuur
Bodenwerder ligt fraai in een dal in het Wezerbergland. De belangrijkste wat grotere steden in de omgeving, alle eveneens aan de Wezer gelegen zijn:
- Hamelen, 22 km NW ( in noordwestelijke richting t.o.v. de stad Bodenwerder)
- Holzminden (27 km Z)
- Höxter (37 km Z).

### Buurgemeenten
- Emmerthal in het noordwesten
- Bevern (Nedersaksen), en Golmbach, in de Samtgemeinde Bevern, direct ten noord-noordoosten van Holzminden
- Eschershausen, 13 km ZO

### Wegverkeer
De belangrijkste verkeersader van Bodenwerder is de Bundesstraße 83 van Hamelen langs de Wezer zuidwaarts naar Holzminden. Te Bodenwerder takt ten westen van de grote Wezerbrug de Bundesstraße 240 hiervan af, die 13 km zuidoostwaarts te Eschershausen op de belangrijke Bundesstraße 64 uitkomt.

### Trein en bus
In 1900 werd een spoorlijn geopend, die liep van station Emmerthal via Bodenwerder naar Eschershausen en Vorwohle, een dorp onder Eimen in de Samtgemeinde Eschershausen-Stadtoldendorf. Tot 1982 was dit een drukke spoorlijn voor zowel goederen- als reizigersvervoer. Deze had echter vanaf plm. 1960 te lijden van concurrentie door een snelbusdienst en afnemende vraag naar goederenvervoercapaciteit, en werd in 1982 voor reizigersvervoer en rond 2000 ook voor goederentreinen gesloten. Van 1982 tot 2003 reden af en toe nog stoomtreinen voor toeristische ritten over de spoorlijn. In 2015 kocht het mijnbouwconcern Lammert & Reese, dat ten noorden van Bodenwerder grootschalig zand en grind opdelft, de spoorlijn, en liet het gedeelte tussen zijn eigen bedrijf (2 km ten westen van het voormalige station Bodenwerder- Kemnade) en Emmerthal grondig opknappen en voor transport van goederentreinen met zand en grind geschikt maken. Van het oostelijk van de Wezer gelegen spoortraject is een gedeelte nog met draisines berijdbaar; het stuk van Dielmissen tot Vorwohle heeft plaats gemaakt voor een fietspad.
Buslijn 520 rijdt over de B83 van Hamelen via Bodenwerder, Brevörde, Polle en Heinsen naar Holzminden v.v.. Andere buslijnen rijden alleen 's morgens vroeg één rit van de kleinere dorpen naar de scholen toe en 's middags enkele ritten in de andere richting. Op dagen, dat er op de scholen geen les gegeven wordt, rijden deze bussen niet.

## Geschiedenis, economie
Zie ook de artikelen over de individuele plaatsen in de Samtgemeinde.
De huidige Samtgemeinde ontstond op 1 januari 2010 als gevolg van een fusie van de voormalige Samtgemeinden Bodenwerder en Polle.
Van 1973 tot aan de opneming in de huidige Samtgemeinde, begin 2010, bestond de Samtgemeinde Polle uit de volgende plaatsen:
Polle (incl. Heidbrink), Brevörde (met Grave), Heinsen, Ottenstein (Nedersaksen) (met Lichtenhagen en Glesse), en ten slotte Vahlbruch (met Meiborssen).
De andere dorpen lagen gedurende deze periode in de voormalige Samtgemeinde Bodenwerder.
Industrie en mijnbouw zijn vooral te vinden in de strook langs de Wezer bij Hehlen en de stad Bodenwerder.

## Bezienswaardigheden

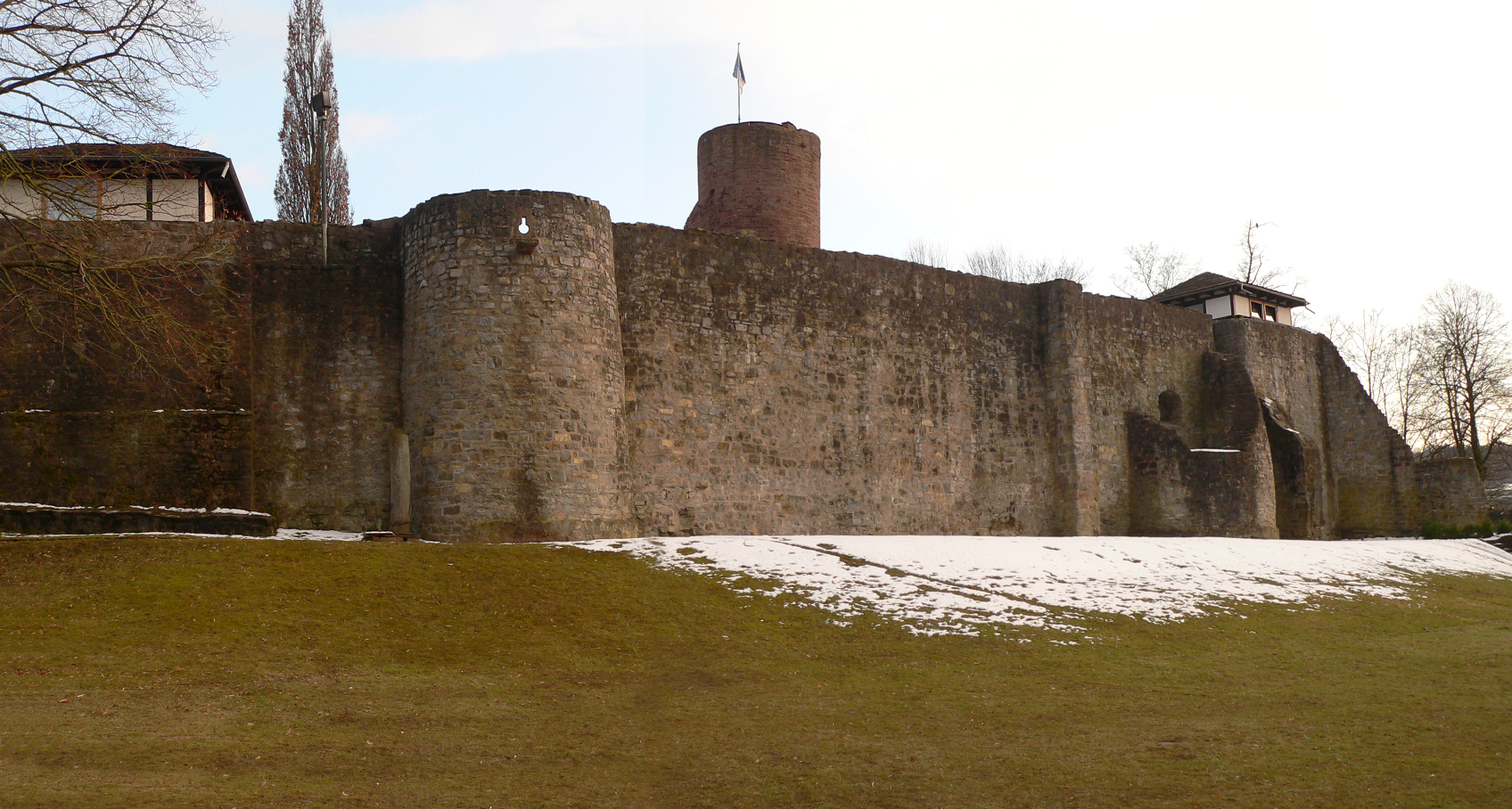
Burg Polle (ruïne)

Zie ook de artikelen over de individuele plaatsen in de Samtgemeinde.
Het meest in het oog springend zijn:
- Het natuurschoon van het Wezergebergte in de gehele gemeente; in het bijzonder Kirchbrak is een geschikt uitgangspunt voor wandelingen.
- De stad Bodenwerder met het Klooster van Kemnade en de talrijke herinneringen aan de Baron van Münchhausen
- De ruïne van de ten dele in het teken van het sprookje van Assepoester staande burcht te Polle
- Mogelijkheden tot fietstochten door het dal van de Wezer en voor rondvaartbootexcursies op deze rivier.
- Imposant is het kasteel bij Hehlen.

Arholzen · 
Bevern · 
Bodenwerder · 
Boffzen · 
Brevörde · 
Deensen · 
Delligsen · 
Derental · 
Dielmissen · 
Eimen · 
Eschershausen · 
Fürstenberg · 
Golmbach · 
Halle · 
Hehlen · 
Heinade · 
Heinsen · 
Heyen · 
Holenberg · 
Holzen · 
Holzminden · 
Kirchbrak · 
Lauenförde · 
Lenne · 
Lüerdissen · 
Negenborn · 
Ottenstein · 
Pegestorf · 
Polle · 
Stadtoldendorf · 
Vahlbruch · 
Wangelnstedt